# St. Georg (Taglaching)

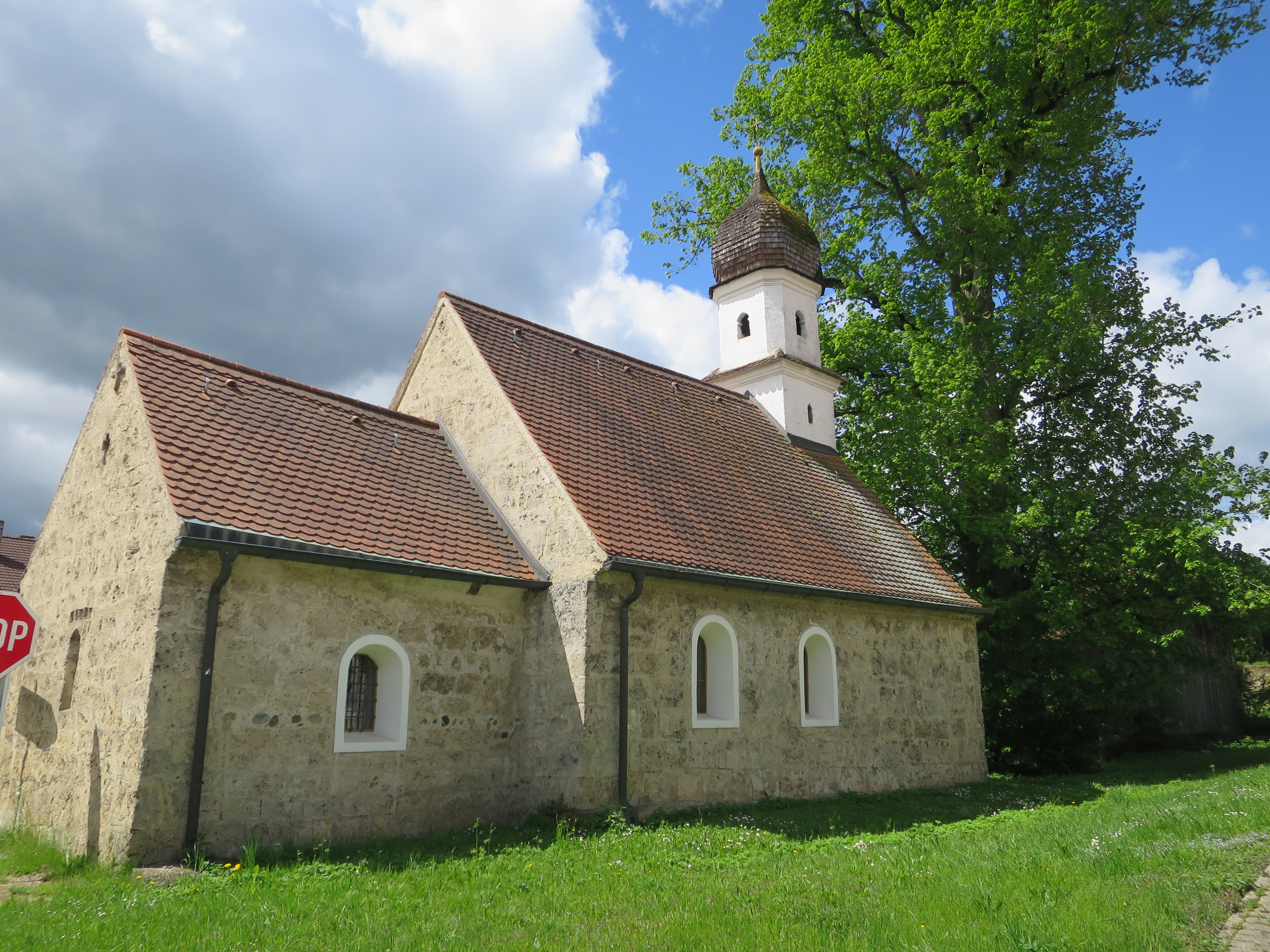
St. Georg in Taglaching

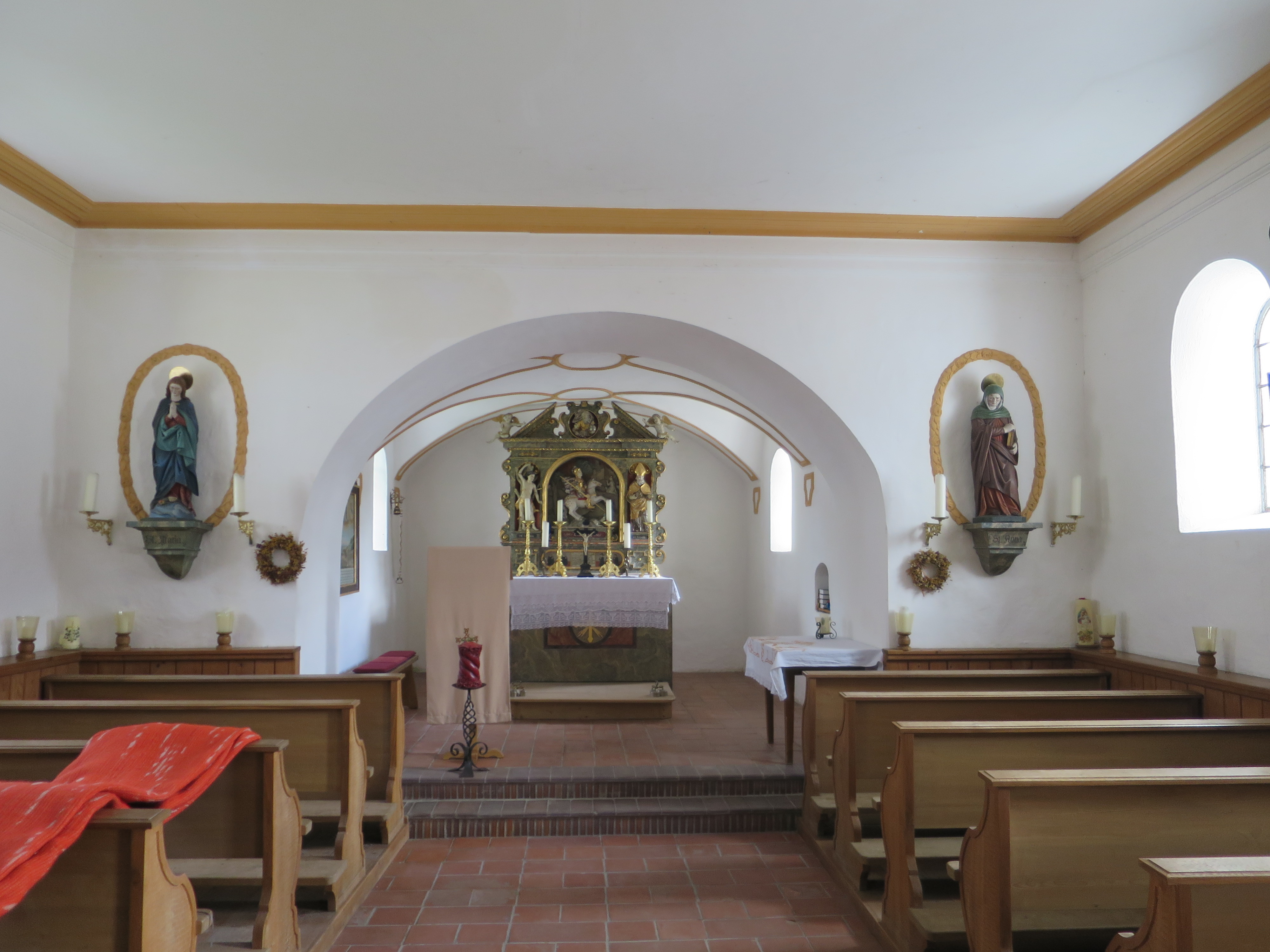
Innenraum

Die römisch-katholische Filialkirche St. Georg steht in Taglaching, einem Gemeindeteil von Bruck im oberbayerischen Landkreis Ebersberg. Sie ist in der Liste der Baudenkmäler in Bruck (Oberbayern) als Baudenkmal unter der Nr. D-1-75-114-22 eingetragen. Die Kirche gehört zum Dekanat Ebersberg im Erzbistum München und Freising.

## Beschreibung
Die romanische Saalkirche wurde in der ersten Hälfte des 13. Jahrhunderts erbaut. Sie besteht aus dem Langhaus und dem eingezogenen, quadratischen Chor im Osten. Im 18. Jahrhundert wurde dem Satteldach des Langhauses im Westen ein barocker Dachreiter mit Zwiebelhaube aufgesetzt.
Das Langhauses ist mit einer Flachdecke überspannt, der Chor mit einem Tonnengewölbe. Der 1665 gestiftete Hochaltar wird von den Skulpturen des heiligen Sebastian und des Valentin von Terni flankiert. Im Altarretabel ist der heilige Georg dargestellt.